# Wild Arms XF
Wild Arms XF (ワイルドアームズ クロスファイア, Wairudo Āmuzu Kurosufaia, Wild Arms Crossfire) est un jeu vidéo de type tactical RPG sur PlayStation Portable. Il fait partie de la série des Wild Arms.

## Accueil
- Jeuxvideo.com : 11/20[1]